# Hawaiipetrell
Hawaiipetrell (Pterodroma sandwichensis) är en starkt hotad fågel i familjen liror inom ordningen stormfåglar som förekommer i Stilla havet.

## Utseende och läten
Hawaiipetrellen är en stor (43 cm) och slank mörkt gråbrun och vit petrell som ger ett långvingat och långstjärtat intryck i flykten. På huvudet syns en brunsvart hjässa som sträcker sig under ögat och formar ett brutet halsband över övre delen av bröstet. Resten av huvudet vitt. Ovansidan är mörkt gråbrun utan kontrasterande "M"-teckning som hos flera andra petreller. Många individer, men inte alla, uppvisar vita fläckar på sidan av övergumpen. Undersidan av vingen är vit med smal svart vingbakkant, svart vingspets och en bred, svart kant mellan handtäckarna och vingknogen. Ett svagare band syns även gå från knogen in på mitten av vingen. Lätet är bland annat ett gurglande "goo-oooo-gouih-gouih-gooo-o".

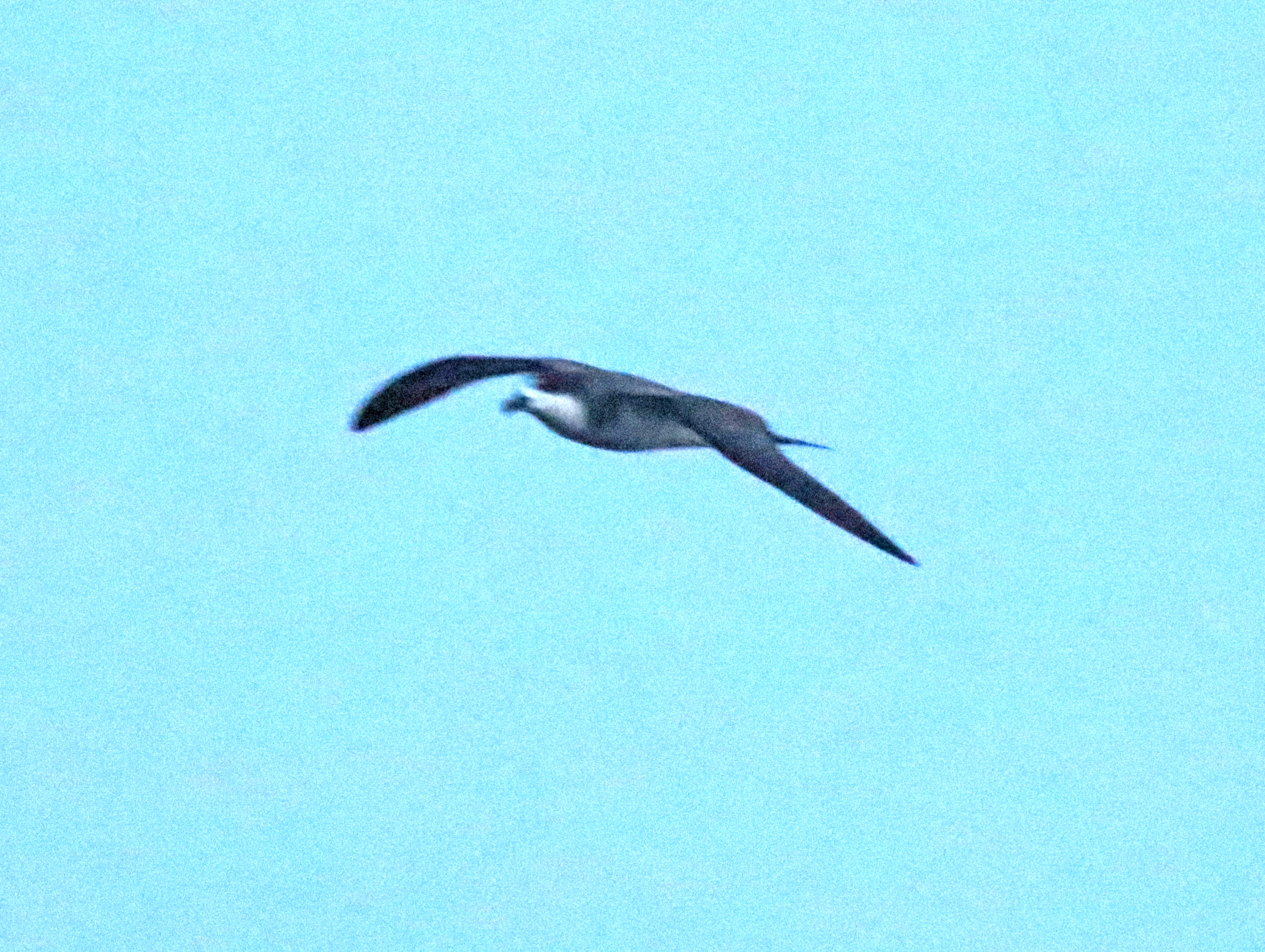

Galápagospetrellen är näranog identisk, men denna har något längre stjärt, kortare ben, vanligen mörk teckning i pannan, något annorlunda utbredning av det mörka på hjässan, smalare vingbakkant på armpennorna samt är diffust sotfärgad på axillarerna. Även lätet skiljer sig, ett kortare "kee-kee-kee-o". Även arterna juanfernandezpetrell och vithalsad petrell är lika men dessa är ljusare ovan, med mer begränsad mörk hjässa och "M"-teckning på vingovansidan.

## Utbredning
Hawaiipetrellen häckar i Hawaiiöarna, numera huvudsakligen kring Haleakalā på Maui, men även på Hawaii, Kauai, Lanai och Molokai. Utanför häckningstid förekommer den i ett vidare område i Stilla havet. Åtminstone några av häckfåglarna på Lanai födosöker då regelbundet i vattnen utanför Aleuterna. Tillfälligt har arten påträffats i Indonesien, Japan och Filippinerna.

## Systematik
Hawaiipetrellen behandlades tidigare som underart till galápagospetrellen (P. phaeopygia), men urskiljs numera allmänt som egen art baserat på tydliga skillnader i läte, små men konsekventa skillnader i utseende samt avvikande genetik. Den behandlas som monotypisk, det vill säga att den inte delas in i några underarter.

## Levnadssätt
Hawaiipetrellen häckar i bohålor eller i klippskrevor. Häckningen sträcker sig från mars till december, med det mesta av äggläggning i maj och juni. Honan lägger ett enda vitt ägg. När ungen kläckts födosöker föräldrarna till havs dagtid och återvänder till boet först när det blivit mörkt för att undvika rovdjur. Födan består huvudsakligen av fisk och bläckfisk.

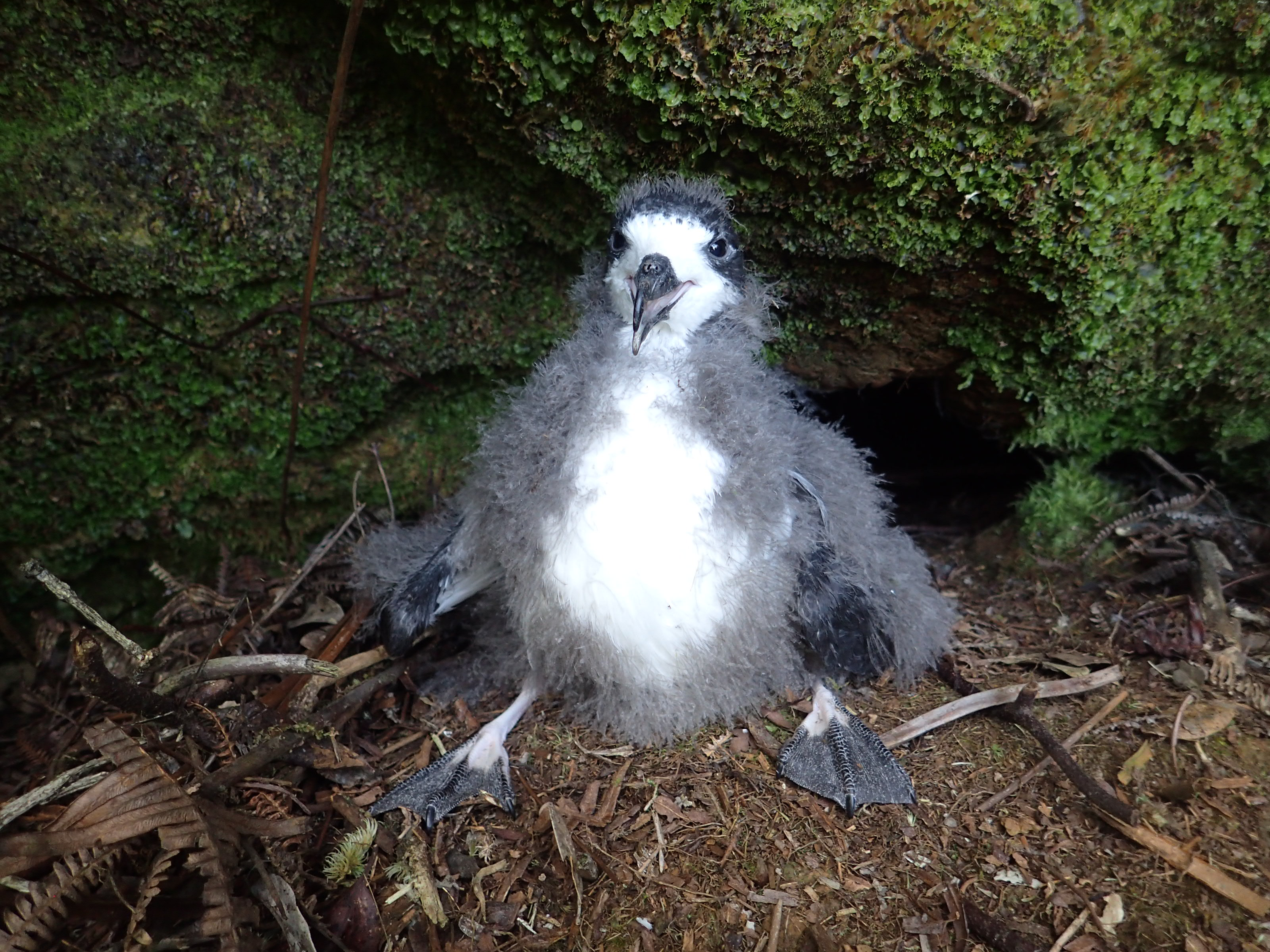
Unge i bohåla på Kauai.

## Status och hot
Hawaiipetrellen är en fåtalig art med begränsat utbredningsområde. Fram till och med 2018 kategoriserade internationella naturvårdsunionen IUCN arten som sårbar, men har därefter uppgraderats till starkt hotad. Två av dess häckningslokaler (Mauna Loa och västra Maui) tros vara på väg att försvinna och den tros minska kraftigt även på Kauai, troligen även på andra öar också. Det största hotet mot arten idag är predation från införda rovdjur som javanesisk mungo, katter, tornuggla, råttor, hundar och grisar. Världspopulationen uppskattas till mellan 7500 och 16600 vuxna individer.